# Volksbank Geeste-Nord
Die Volksbank Geeste-Nord eG ist eine Genossenschaftsbank mit Sitz in der niedersächsischen Stadt Geestland im Landkreis Cuxhaven. Der Verwaltungssitz befindet sich im Ortsteil Spaden der Gemeinde Schiffdorf.

## Geschichte
Die heutige Volksbank Geeste-Nord eG entstand 1978 aus der Fusion der Spar- und Darlehnskasse Debstedt-Spaden eG mit dem Sitz im heutigen Geestland mit der Volksbank Wehden e.G. mit dem Sitz im heutigen Schiffdorf. Zuletzt fusionierte die Volksbank Geeste-Nord eG 2002 mit der Spar- und Darlehnskasse Neuenwalde eG mit dem Sitz in Neuenwalde.

## Rechtsverhältnisse
Die Volksbank Geeste-Nord eG ist im Genossenschaftsregister beim Amtsgericht Tostedt unter GnR 110008 eingetragen.

## Organisationsstruktur
Rechtsgrundlagen sind das Genossenschaftsgesetz und die durch die Generalversammlung beschlossene Satzung. Organe der Bank sind der Vorstand, der Aufsichtsrat und die Generalversammlung.

## Sicherungseinrichtung
Die Volksbank Geeste-Nord eG ist der amtlich anerkannten Sicherungseinrichtung des Bundesverbandes der Deutschen Volksbanken und Raiffeisenbanken GmbH und der zusätzlichen freiwilligen Sicherungseinrichtung des Bundesverbandes der Deutschen Volksbanken und Raiffeisenbanken e.V. angeschlossen.

## Geschäftsausrichtung
Die Volksbank Geeste-Nord eG betreibt das Universalbankgeschäft. Im Verbundgeschäft arbeitet sie mit der DZ Bank, R+V Versicherung, Bausparkasse Schwäbisch Hall, Teambank, VR Leasing, DZ Hyp und der Union Investment zusammen.

## Geschäftsgebiet
Das Geschäftsgebiet liegt im Zentrum des Landkreises Cuxhaven.
An diesen Orten betreibt die Bank Filialen:
- Debstedt (jur. Sitz, Geschäftsstelle)
- Spaden (Hauptstelle, Geschäftsstelle)
- Neuenwalde (Geschäftsstelle)